# Hadżdża (muhafaza)
Hadżdża (arab. حجة) jedna z 21 jednostek administracyjnych Jemenu znajdująca się w północno-zachodniej części kraju. Według danych z 2017 roku liczyła ponad 2 mln mieszkańców.